# The Fair Dentist
The Fair Dentist est un film muet américain réalisé par Thomas H. Ince et sorti en 1911.

## Fiche technique
- Réalisation : Thomas H. Ince
- Production : Carl Laemmle
- Date de sortie :  États-Unis : 8 mai 1911

## Distribution
- Mary Pickford : Edith Morton
- King Baggot
- Owen Moore
- George Loane Tucker
- Isabel Rea